# Microdynerus exilis
Microdynerus exilis är en stekelart som beskrevs av Herrich-Schäffer 1839. Microdynerus exilis ingår i släktet Microdynerus och familjen Eumenidae. Inga underarter finns listade i Catalogue of Life.